# Kidinnu
Kidinnu, también llamado Cidenas o kidenas 

## Biografía
En algunas fuentes, fue un astrónomo babilonio nacido hacia el 340 a. C.
La astronomía babilónica, si bien no llegó a elaborar teorías complicadas como la griega, floreció mucho antes que esta. Sin embargo pocos son los nombres de ella de los que se tienen actualmente registros. Kidinnu es una de las pocas excepciones.
Estrabón y Plinio el Viejo se referían a él como Kidenas o Cidenas. Fue el jefe de la escuela de astronomía de la ciudad babilónica de Sippar y desarrolló la teoría de precesión de los equinoccios, preparando el camino para la obra más exacta de Hiparco de Nicea.
También ideó métodos para representar el movimiento irregular de la Luna y de otros cuerpos planetarios, llegando a aproximarse bastante a los movimientos reales.

## Eponimia
- El cráter lunar Kidinnu lleva este nombre en su memoria.[1][2]